# Akihiro Endō
Akihiro Endō (遠藤 彰弘 Endō Akihiro?,  nacido el 18 de septiembre de 1975 en Sakurajima (actualmente Kagoshima), Kagoshima) es un exfutbolista japonés que se desempeñaba como centrocampista.
Akihiro Endō fue elegido para integrar la selección de fútbol sub-23 del Japón para los Juegos Olímpicos de verano de 1996.

## Trayectoria

### Clubes
| Club                | País  | Año         |
| ------------------- | ----- | ----------- |
| Yokohama F. Marinos | Japón | 1994 - 2005 |
| Vissel Kobe         | Japón | 2005 - 2007 |